# Achille Lauro (cântăreț)
 Lauro De Marinis (n. 11 iulie 1990, Verona, Italia), cunoscut ca Achille Lauro, este un cantautor italian.